# 女婆山石礦場
女婆山石礦場位於沙田小瀝源的女婆山山腳，是沙田區內唯一一個石礦場，已於1995年停用，佔地25公頃。

## 歷史
女婆山石礦場於1960年代中期開採，曾與崇基山爆破工程一併成為船灣淡水湖建材的主要來源。及後，礦場由私人經營，又名為維亞里尼石礦場，後期再由瑞安建業接手。至1981年，此石礦場改以合約方式規管，原定開採至1989年為止。
1989年，瑞安與政府簽訂女婆山石礦場的修復合約，允許石礦場延續營運六年，以開採860萬噸石料，但需要平整斜坡及種植植被。1995年，修復工程完成，女婆山石礦場正式關閉。但是，現時的電台交通消息仍會用「石礦場」一詞代稱石門附近的一段大老山公路。

## 土地用途
在石礦場關閉前的1993年，西南面土地旋即用作興建環境保護署轄下的沙田廢物轉運站，兩年後啟用，其餘部分曾用作建造業訓練局訓練場。
於2019年，政府決定在訓練場位置興建骨灰安置所連紀念花園，並將施工計劃提交立法會審議。
此外，石礦場後方的山坡已被列入政府的《岩洞總綱圖》，有條件興建岩洞作公共設施 。